# Ignacio González González
Jaime Ignacio González González (Madrid, 19 d'octubre de 1960), més conegut com a Ignacio González, és un polític espanyol militant del Partit Popular, que va ser president de la Comunitat de Madrid entre 2012 i 2015. Fou el quart màxim dirigent que tingué aquesta regió després dels mandats d'Esperanza Aguirre, Alberto Ruiz-Gallardón i Joaquín Leguina. També ocupa el càrrec de Secretari general del PP de Madrid.

## Biografia
Ignacio González González va néixer a Madrid el 19 d'octubre de 1960. És fill de Pablo González Liberal, candidat suplent al senat a 2008. Està casat amb Lourdes Cavero Mestre, vicepresidenta tercera de l'associació empresarial madrilenya (CEIM), i té tres filles. Es germà de Pablo, empresari, i de Isabel, també dedicada a la política. Llicenciat en Dret per la Universitat Autònoma de Madrid, va aprovar les oposicions de Tècnic Superior de l'Ajuntament de Madrid el 1984. La seva trajectòria professional ha estat vinculada a l'Administració Pública, en la qual ocupa llocs de responsabilitat des de fa més de 20 anys.
Membre del Partit Popular de Madrid, la seva carrera política ha estat sempre molt vinculada a la d'Esperanza Aguirre, amb qui va treballar a l'Ajuntament de Madrid i al Ministeri de Cultura, Educació i Esport, abans de formar part del Govern de la Comunitat de Madrid.

### Govern d'Espanya
Va ser sotssecretari del Ministeri de Cultura, Educació i Esports (1996-1999), durant el mandat d'Aguirre i secretari d'Estat per a l'Administració Pública en el Ministeri d'Administracions Públiques (1999-2002), amb Jesús Posada al capdavant, on va gestar l'anomenada finestreta única.
Durant l'últim mandat de José María Aznar, entre 2002-2004, Ignacio González va exercir la tasca de secretari d'Estat d'Immigració al Ministeri de l'Interior, organisme que dirigia aleshores Ángel Acebes. Durant aquest temps, Ignacio González va ser l'artífex de la reforma de la llei d'Estrangeria d'Espanya que es va pactar amb el PSOE el 2003.

### Comunitat de Madrid
El 2003, és nomenat vicepresident primer del Govern de la Comunitat de Madrid i portaveu de l'Executiu regional i des de febrer de 2009, es fa càrrec de la Conselleria de Cultura i Esports de la Comunitat de Madrid, càrrecs que compagina amb la presidència del Canal d'Isabel II, l'empresa pública que gestiona l'aigua a Madrid, i la vicepresidència del Comitè Executiu d'Ifema més de ser patró del Teatre Real de Madrid.
Després de l'anunci de dimissió d'Esperanza Aguirre el 17 de setembre de 2012, va ocupar la presidència interina de la Comunitat (per ser vicepresident). El 26 de setembre va ser triat quart president de la Comunitat per l'Assemblea de Madrid, prenent possessió del càrrec l'endemà.
El primer Govern d'Ignacio González està conformat per vuit conselleries i sense vicepresidència, com en la primera legislatura d'Alberto Ruiz-Gallardón. Es tracta d'un Executiu continuista del format per Esperanza Aguirre, amb petits canvis, com la sortida de l'exconseller d'Economia Percival Manglano i l'exconsellera de Presidència i Justícia Regina Plañiol, ara diputats del Grup Parlamentari Popular a l'Assemblea de Madrid.
En la reforma del Govern regional, González ha canviat les competències de diverses conselleries. La Conselleria de Transports i Infraestructures assimila l'àrea d'Habitatge, anteriorment adscrita a Medi Ambient i Ordenació del Territori. Així mateix, la Conselleria d'Educació, perd les competències en matèria d'ocupació i suma les de Joventut i Esport. L'anterior Viceconsellería de Cultura i Esport desapareix com a tal i es crea una nova Conselleria de Turisme, Cultura i Ocupació, amb Ana Isabel Mariño al capdavant d'aquesta. La Portaveu del Govern regional s'emmarca dins de la Conselleria de Presidència, el titular és ara Salvador Victoria Bolívar, que es converteix així en el número dos de l'Executiu madrileny.

### Partit Popular
Dins dels òrgans de govern del Partit Popular, forma part del Comitè Executiu Nacional i va ocupar el càrrec de president del Comitè Electoral del Partit Popular de Madrid fins al 23 de novembre de 2011, quan és designat secretari general del PP de Madrid a proposta de la presidenta del partit Esperança Aguirre.
El gener de 2009, el diari Público va publicar que havia tingut accés a un informe secret del Partit Popular sobre els negocis personals d'Ignacio González. El text, de 69 pàgines, tal com citava el mateix diari, era una investigació que abastava des del «nucli familiar fins a les principals relacions professionals i d'amistat establertes pel vicepresident».
Segons Público, en l'informe se citava que el patrimoni de González i la seva dona arribava als 1,8 milions d'euros. L'aleshores vicepresident presentà una demanda contra aquest diari per considerar que es va vulnerar el seu dret a l'honor, que va ser desestimada per l'Audiència Provincial de Madrid.
Entre juliol i agost de 2011, Ignacio González va ser sotmès a una investigació per part de la Policia en relació amb l'ús d'un àtic de luxe a Marbella. Segons un comunicat de la Direcció General de Policia, la investigació va ser ordenada al marge de l'autoritat judicial i dels procediments ordinaris. Aquest extrem va ser negat pel Sindicat Unificat de Policia (SUP), majoritari en el Cos Nacional de Policia, que va qualificar d'"habitual", la realització d'"actuacions indagatòries prèvies", sense autorització del jutge.
Com a conseqüència d'aquesta investigació, l'abril de 2012 la Direcció General de la Policia va obrir un expedient disciplinari al comissari cap de la Comissaria Local de Marbella, Agapito Hermes de Dios, segons el mateix, a petició pròpia. Alhora, aquest comissari sol·licità la baixa com a responsable de la comissaria marbellí, sent rellevat del seu càrrec. Els agents que dur a terme els seguiments a González, en la seva declaració davant la Unitat d'Assumptes Interns, van admetre que van investigar el polític, especificant que van actuar seguint les instruccions de la Direcció Adjunta de la Policia, que dirigia el, ja mort, Miguel Ángel García Chico.
Finalment, l'expedient disciplinari va concloure amb una sanció de 10 dies de suspensió al comissari Hermes, per la pèrdua dels documents sobre l'àtic, qualificada de falta greu. Tanmateix, el 2012, la Brigada de Blanqueig de Capitals va realitzar investigacions policials, que no requerien autorització judicial, sobre presumptes irregularitats en la compra de l'àtic, sense trobar dades sospitoses.